# Sluseholmen
Sluseholmen er et tidligere industriområde i Københavns Sydhavn tæt ved Slusen og Sjællandsbroen. I dag er her et moderne boligkvarter tegnet af Arkitema Architects. De første beboere flyttede ind på i 2006.
Sluseholmen består af otte holme: Askholm, Birkholm, Bøgholm, Egholm, Fyrholm, Kidholm, Lindholm og Hjortholm. Desuden er der planlagt tre yderligere boligøer, der endnu ikke er opført. De enkelte øer præges af karreer med beskyttede gårdrum. Et bærende princip i bebyggelse har været ønsket om en sammenhængende bebyggelse, men også at give de enkelte huse en egen identitet. 25 forskellige tegnestuer har været med til at tegne Sluseholmens facader.
Sluseholmen blev anlagt i perioden 1942-1944 ved opfyldning på sjællandssiden og er siden udvidet.
På Sluseholmen anlagde Aalborg Portland i 1940'erne et stort siloanlæg til distribution af cement, og så sent som i midten af 1960’erne etablerede DFDS her en godsterminal til firmaets europæiske rutenet. Det blev dog allerede afviklet i 1970’erne, og i 2003 flyttede Aalborg Portland sit anlæg til Nordhavnen.
Også Skandinavisk Aero Industri, en dansk flyfabrikant, har i en periode ligget på sluseholmen. Derudover har Lemvigh-Müller haft en produktionshal i perioden fra 1922 til 2006 med bl.a. montage og engroslager på sluseholmen.
Alle gaderne er opkaldt efter kendte jazzmusikere, der har spillet og boet i København.
Realityshowet Big Brother blev optaget i en bygning, der var opført på Sluseholmen, i flere sæsoner fra 2001 og frem.
Siden 1970 har Bådklubben Valby (BKV) haft klubhus på sluseholmen. Det nuværende klubhus er danmarks første flydende klubhus.